# Josef Bachmann
Josef Erwin Bachmann (Reichenbach im Vogtland, 1944. október 12. – 1970. február 24.) építőipari munkás, antikommunista, aki 1968-ban merényletet követett el Rudi Dutschke baloldali diákvezér ellen.
Josef Bachmann Kelet-Németországban született. Apja nem törődött vele, főleg nagybátyja nevelte. Családjával 1956-ban Nyugat-Németországba költözött. Bachmann nem fejezte be az iskolát, különböző építkezéseken dolgozott. Több betörést is elkövetett barátaival. Franciaországba ment, hogy csatlakozzon a Francia Idegenlégióhoz, de visszatért Németországba. Harcos antikommunista volt, és úgy döntött, meggyilkolja a baloldali német diákszervezet (Sozialistischen Deutschen Studentenbund) karizmatikus vezetőjét, Rudi Dutschkét.
1968. április 11-én a Kurfürstendamm és Joachim-Friedrich utca találkozásánál megállította Dutschkét, aki a fia, Hose Che receptjéért érkezett a helyszínre, azonosította, kommunista disznónak nevezte, majd háromszor meglőtte. Bachmann elmenekült a helyszínről, a rendőrök tűzharc után egy pincében fogták el. A bíróság előtt nem bánta meg tettét, sőt sajnálkozásának adott hangot, hogy nem tudott géppisztolyt szerezni a merénylethez. Hét évre ítélték. A börtönből levelezett Dutschkéval, majd öngyilkos lett.